# Tour du Sachsenring
Le Tour du Sachsenring  (Rund um den Sachsenring en allemand) est une course cycliste d'un jour, disputée sur le Sachsenring en Allemagne. L'épreuve a fait partie de l'UCI Europe Tour dans la catégorie 1.2 entre 2005 et 2008. Elle fait partie du calendrier national allemand depuis 2009.

## Palmarès
| Année | Vainqueur           | Deuxième            | Troisième            |
| ----- | ------------------- | ------------------- | -------------------- |
| 2004  | Björn Papstein (de) | Udo Müller          | Jan Pokrandt         |
| 2005  | Karsten Volkmann    | Andreas Schillinger | Tilo Schüler (de)    |
| 2006  | Artur Gajek         | Andreas Schillinger | Philipp Mamos        |
| 2007  | Tobias Erler        | Oliver Giesecke     | Christian Kux        |
| 2008  | Karsten Volkmann    | Fabian Pohl         | Christian Leben (de) |
| 2009  | Dirk Müller         | Jonas Schmeiser     | René Obst            |
| 2010  | Markus Schwarzhuber | Matthias Friedemann | Tobias Erler         |
| 2011  | Johannes Heider     | Tino Meier (de)     | Martin Boubal        |
| 2012  | Stefan Gaebel       | Kersten Thiele      | Henning Bommel       |
| 2013  | Matthias Plarre     | Stefan Gaebel       | Martin Boubal        |
| 2014  | Johannes Heider     | Mathias Wiele       | Konrad Geßner        |
| 2015  | Erik Mohs           | Tomáš Okrouhlický   | Robert Kessler       |
| 2016  | Martin Boubal       | Erik Mohs           | Immanuel Stark       |
| 2017  | Frederik Hähnel     | Martin Bauer        | Carlos Ambrosius     |
| 2018  | Philipp Walsleben   | Erik Schubert (de)  | Peter Förster        |
| 2019  | Martin Bauer        | Jonathan Dinkler    | Henrik Pakalski      |
| 2020  | Jakob Gessner       | Robert Walther      | Linus Rosner         |
| 2021  | Frederik Hähnel     | John Mandrysch      | Julien Essers        |
| 2022  | Phillip Unterberger | Jarno Grixa         | Bela Wawro           |